# سوسیالیسم رقابتی
شروع سوسیالیسم رقابتی از انگلستان بود و تلاشی برای ایجاد سنتز میان عناصر اقتصادی و رقابت آزاد بود.  این تفکر میانه رو معتقد به حذف مالکیت فردی بر ابزار تولید و جایگزینی کارفرمایان مستقل و مدیرات شرکتهای خصوصی توسط مدیران بنگاهای دولتی است. هدف این است که نه تنها برای کالاهای مصرفی بلکه برای تمامی کالاهای اقتصادی اصالتاً قیمتهای بازار شکل بگیرد. و این تنها در زمانی ممکن است که خود مدیران بنگاهای دولتی با یکدیگر رقابت کنند. دو قاعده به عنوان پیش فرض برای کارکرد درست این نظام در نظر گرفته شده که بدین ترتیب هستند:
- ۱- تولید باید با حداقل هزینه انجام شود تا در عوامل تولید صرفه‌جویی به عمل آید.
- ۲- در هر موسسه تولیدی باید به مقداری تولید شود که هزینه نهایی با قیمت برابر شود و به این وسیله توزیع بهینه عوامل تولید و کار حاصل می‌شود که این خود نتیجه اش توزیع برابر درآمد و افزایش سطح رفاه جامعه را در پی دارد.

بنیان گذاران تفکر سوسیالیسم رقابتی استوارت میل٬ جان مینارد کینز٬ آرتور پیگو٬ یوزف شومپیتر و لرنر بودند و کسانی همچون مید٬ دیکسون و لانگه از مدافعان این تفکر به حساب می‌آیند، آنها فکر می‌کردند می‌توانند نظام اقتصادی را طوری شکل دهند که عاری از معایب دو نظام اقتصادی سوسیالیسم و سرمایه‌داری باشد.

## منبع
- دکتر حسین نمازی، نظامهای اقتصادی، شرکت سهامی انتشار چاپ سوم ۱۳۸۴
- انور خامه ای، تجدید نظر طلبی از مارکس تاماِو؛ انتشارات پژوهشگاه علوم انسانی;۱۳۵۶